# Кибет, Дункан
Дункан Киронг Кибет (англ. Duncan Kirong Kibet; род. 25 апреля 1978 года) — кенийский марафонец.
Дункан родился в Элдорете, Кения. В 16 лет попал в автомобильную катастрофу, в которой сломал ногу. Перспектива быть профессиональным бегуном казалось очень мала, но благодаря поддержке старшего брата Луки Кипчумба, спустя много лет он достигает высочайших успехов в спорте.
В 2003 году выигрывает Лилльский полумарафон. Благодаря своему младшему брату Шадраку Бивотту, который учится в Орегонском университете, на полученную стипендию организовал поездку для Дункана в США в 2006 году. Дункан выигрывает полумарафон в Сан-Хосе с результатом — 1:00.22. В 2008 году бежит дебютный Венский марафон, где занимает второе место. В этом же году становится победителем Миланского марафона — 2:07.53. В 2009 году выигрывает Роттердамский марафон с рекордом трассы 2:04.27. В 2010 году занял 4-е место на Лиссабонском полумарафоне.
Его личный рекорд в марафоне — 2:04.27 — 7-е место в списке самых быстрых марафонцев за всю историю.
10 апреля 2013 года стало известно, что он вернулся в большой спорт после двухлетнего перерыва, связанного с травмами. 